# Blossia laminicornis
Blossia laminicornis är en spindeldjursart som beskrevs av Hewitt 1919. Blossia laminicornis ingår i släktet Blossia och familjen Daesiidae. Inga underarter finns listade.